# Gorban
Gorban là một xã thuộc hạt Iași, România. Dân số thời điểm năm 2002 là 2988 người.